# SremmLife 2
SremmLife 2 è il secondo album in studio del duo hip hop statunitense Rae Sremmurd, pubblicato nell'agosto 2016.

## Tracce
Edizione standard
1. Start a Party – 3:35
2. Real Chill (featuring Kodak Black) – 4:27
3. By Chance – 3:43
4. Look Alive – 3:48
5. Black Beatles (featuring Gucci Mane) – 4:51
6. Shake It Fast (featuring Juicy J) – 4:03
7. Set the Roof (featuring Lil Jon) – 3:25
8. Came a Long Way – 4:00
9. Now That I Know – 4:04
10. Take It or Leave It – 3:31
11. Do Yoga – 3:58

Edizione deluxe - Tracce bonus
1. Over Here (featuring Bobo Swae) – 4:42
2. Swang – 3:28
3. Just Like Us – 4:06

Nel disco sono accreditati alcuni sample:
- Set the Roof contiene interpolazione tratte da I Don't Believe You Want To Get Up And Dance (Oops) del gruppo The Gap Band.
- Black Beatles contiene campionamenti da Hey Ya! degli Outkast.